# Смегма

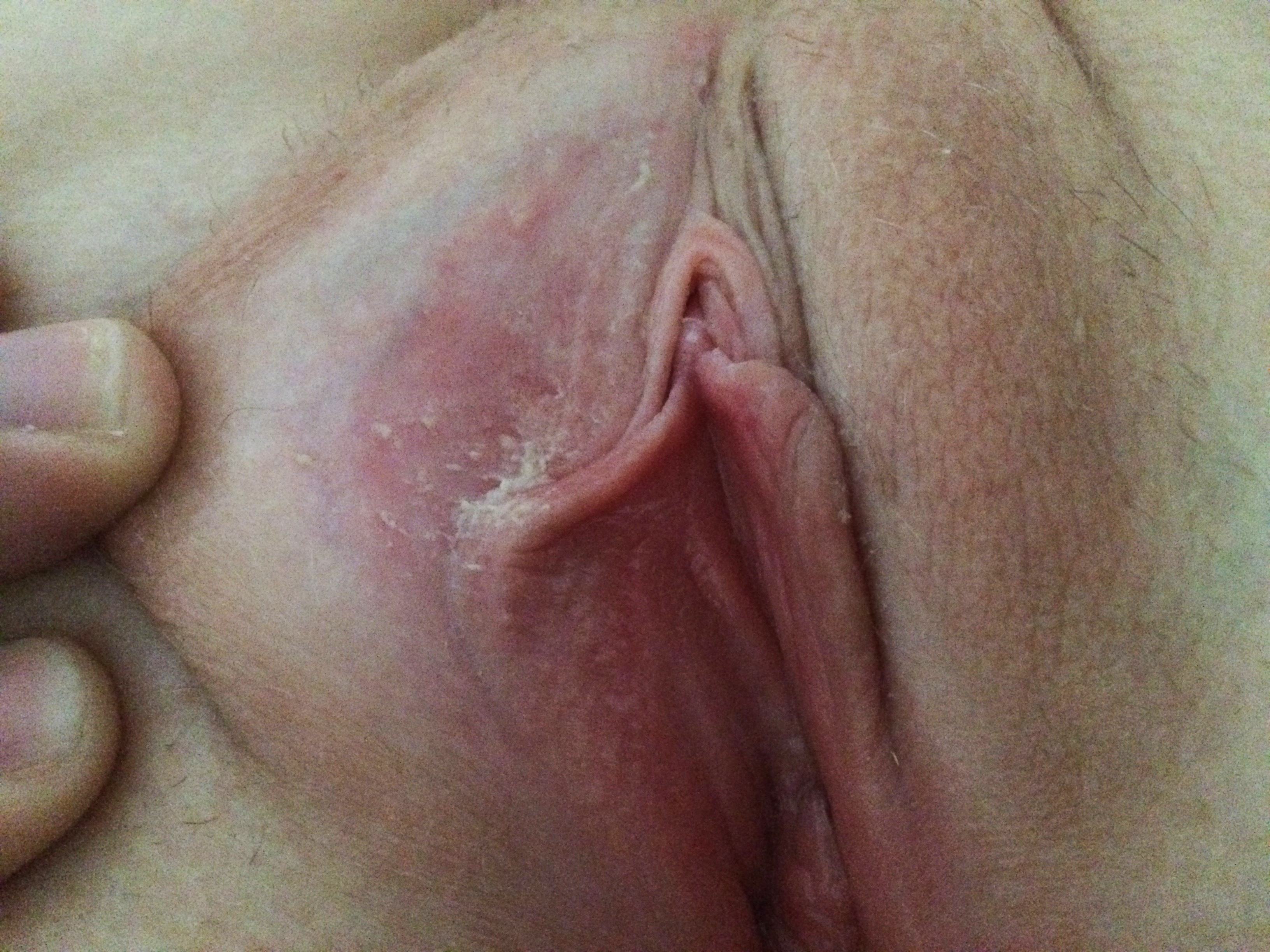
Вульва с женской смегмой между половыми губами

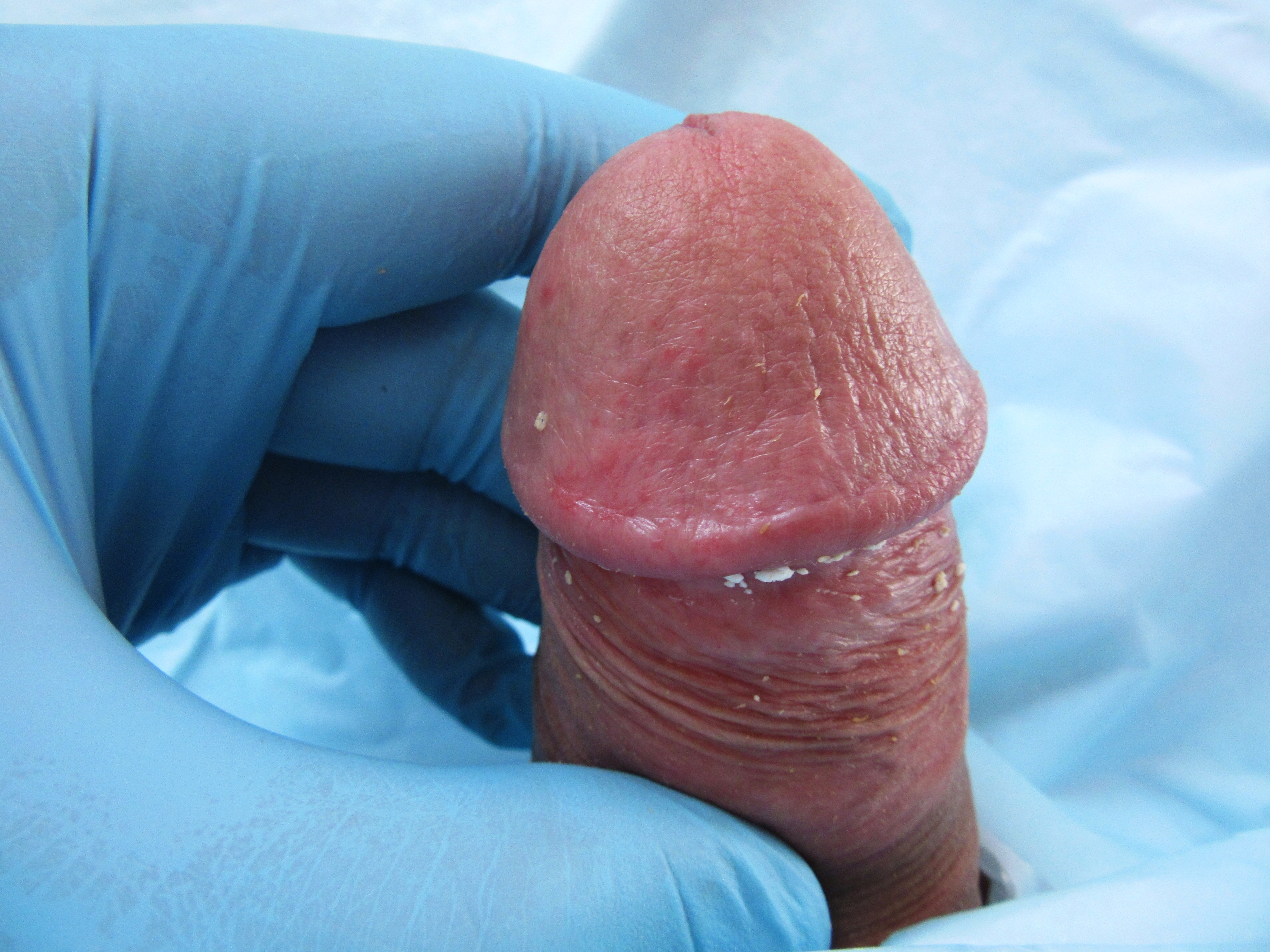
Смегма на головке полового члена

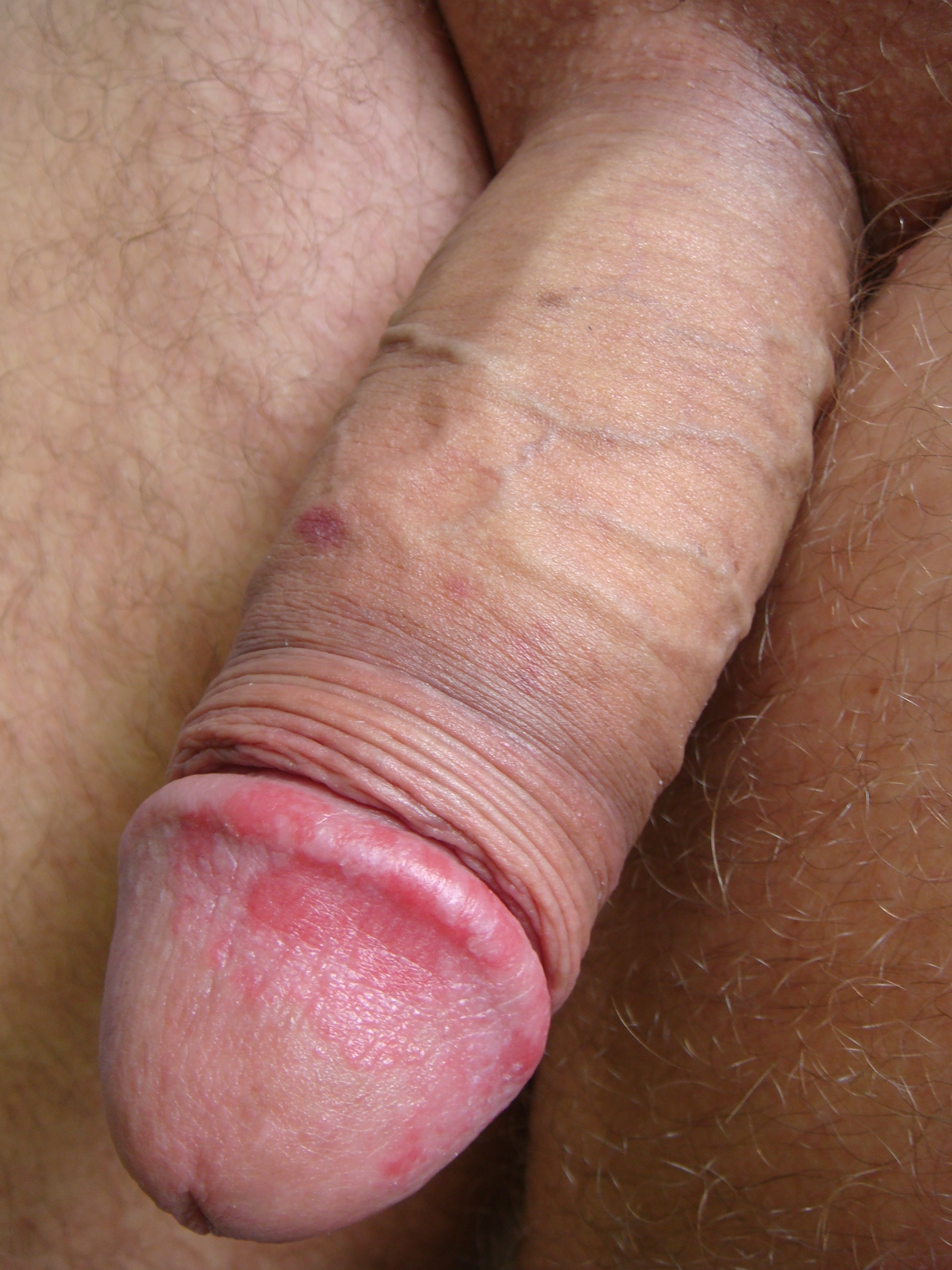
Баланопостит

Смегма (др.-греч. σμήγμα «кожное сало») — смесь секрета сальных желез крайней плоти, отмершей эпителиальной ткани и влаги, которая при недостаточной гигиене половых органов у мужчин скапливается в мешке крайней плоти, а у женщин — вокруг клитора и в складках малых половых губ.
Смегма имеет беловатый цвет и резкий запах. При долгом отсутствии гигиены может приобретать желтоватый оттенок. Образование смегмы присуще всем млекопитающим. Избыточное скопление смегмы между листками крайней плоти (смегмалит), особенно при фимозе, может способствовать размножению микроорганизмов и развитию воспаления в области головки полового члена крайней плоти. В связи с этим следует соблюдать правила личной гигиены. В частности, ежедневно обмывать головку полового члена и складки между большими и малыми половыми губами, тёплой водой с детским мылом (имеющим нейтральный pH).

## Состав
Основные компоненты — жиры. Присутствует также специфическая непатогенная микрофлора — микобактерии смегмы, способные активно ассимилировать содержащиеся в ней питательные вещества, при этом размножаясь. Смегмообразование увеличивается в период наибольшей гормональной активности (5 — 25 лет) и практически отсутствует в старческом возрасте. Длительный застой смегмы в препуциальном мешке при фимозе, нарушениях правил личной гигиены, способствует развитию баланита, баланопостита, возникновению предраковых заболеваний (остроконечных кондилом половых органов и др.), могущих спровоцировать, например, рак полового члена.

## Образование смегмы
Мельчайшие железы (препуциальные), расположенные под крайней плотью у мужчин, и вокруг неё — у женщин, вырабатывают маслянистый секрет, называемый смегмой. В состав смегмы входят также омертвевшие клетки эпителия слизистой оболочки и крайней плоти. Образование смегмы начинается с рождения и продолжается в течение всей жизни. Свежие выделения имеют белый цвет и равномерно распределены на поверхности слизистой наружных половых органов. Через некоторое время они приобретают желтоватый или зеленоватый оттенок. Смегма на половом члене выполняет роль смазки, покрывающей головку и уменьшающей трение о неё крайней плоти. На вульве, аналогичным образом, она снижает трение между большими и малыми половыми губами при движении бёдер.

## Гигиена

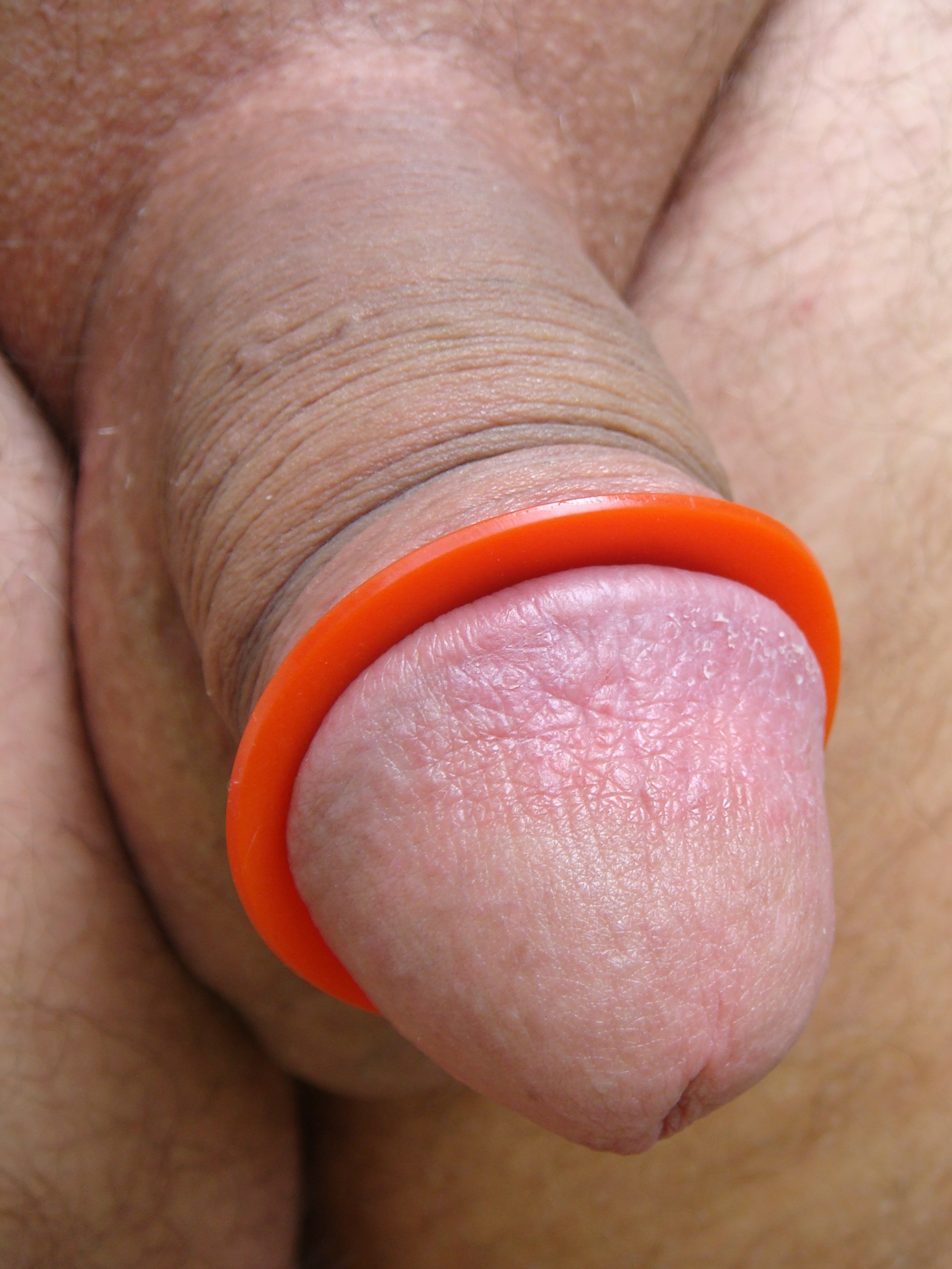
Аэрация головки полового члена (с помощью гигиенического силиконового кольца-насадки, на картинке), препятствует накоплению смегмы и предупреждает развитие воспалительных процессов

В целях профилактики необходимо предупреждать застой смегмы (особенно при наличии физиологического фимоза). С раннего возраста следует приучать детей соблюдать правила гигиены половых органов, своевременно устранять фимоз у мальчиков.
В случае хронического пренебрежения правилами личной гигиены, смегма может провоцировать развитие патологий, так как начинает действовать как раздражитель. Это может способствовать развитию новообразований, особенно в подверженных трению, плохо аэрируемых влажных местах.
Обычно неприятности от скопившейся смегмы бывают у подростков, если они пренебрегают гигиеной. В юности именно несоблюдение правил гигиены является наиболее распространенной причиной инфекционных заболеваний половых органов. При правильном уходе за наружными половыми органами смегма не представляет опасности для здоровья.